# Staatsangehörigkeitsausweis
Der Staatsangehörigkeitsausweis der Bundesrepublik Deutschland ist eine Staatsangehörigkeitsurkunde, welche das Bestehen der deutschen Staatsangehörigkeit zum Zeitpunkt der Ausstellung dokumentiert. Der Staatsangehörigkeitsausweis wird an deutsche Staatsangehörige ausgestellt, sofern die Staatsangehörigkeit nicht durch anderweitige amtliche Dokumente, insbesondere einen Pass oder Personalausweis, hinreichend glaubhaft gemacht werden kann. Rechtsgrundlage ist das Staatsangehörigkeitsgesetz (StAG). Der Ausweis ist nicht zu verwechseln mit der Einbürgerungsurkunde, die den Erwerb der deutschen Staatsangehörigkeit durch einen Ausländer im Wege der Einbürgerung bescheinigt.
Von bayerischen Staatsangehörigkeitsbehörden wird teilweise die Bezeichnung Staatsangehörigkeitsurkunde verwendet. Im Staatsangehörigkeitsgesetz wird diese Bezeichnung als Oberbegriff für den Staatsangehörigkeitsausweis und die Einbürgerungsurkunde verwendet.

## Geschichte
Die Reichsverfassung von 1871 schuf zwar ein einheitliches Bundesgebiet und in Art. 3 ein für ganz Deutschland gemeinsames Indigenat „mit der Wirkung, dass der Angehörige (Unterthan, Staatsbürger) eines jeden Bundesstaates in jedem anderen Bundesstaate als Inländer zu behandeln“ war. Ein einheitliches Reichsbürgerrecht war damit jedoch nicht verbunden, wenngleich das Staatsbürgerrecht nach Art. 4 der Verfassung in die Zuständigkeit des Reiches fiel. Am 1. Januar 1871 war das Reichsgesetz über die Erwerbung und den Verlust der Bundes- und Staatsangehörigkeit in Kraft getreten. Danach wurde die Bundesangehörigkeit durch die Staatsangehörigkeit in einem der 25 Bundesstaaten erworben und erlosch mit deren Verlust. Ein Wohnsitz-, Wohnorts- oder Heimatrecht im früheren Sinne und die darüber ausgestellten Heimatscheine gab es nicht mehr. Die Aufnahme in den Bürgerverband und die Einzeichnung in die Bürgerrolle (das Bürgerbuch), über die dem neuen Bürger ein Schein (Bürgerschein, Bürgerbrief, Civilegium) ausgefertigt wurde, verloren ihre Bedeutung. Nach § 2 des Freizügigkeitsgesetzes von 1867 musste jedoch jeder, der die aus der Bundesangehörigkeit folgenden Befugnisse in Anspruch nehmen wollte, auf Verlangen den Nachweis seiner Bundesangehörigkeit erbringen. Ein solcher Staatsangehörigkeitsausweis oder Nachweis über die Reichsangehörigkeit musste etwa bei Aufnahme in einen anderen Bundesstaat vorgelegt werden. Preußen und Sachsen verlangten dafür die „ausführliche“ und „erschöpfende“ Beantwortung eines Fragebogens durch die Antragsteller, was etwa die Arbeitsmigration erschwerte.
Nachdem mit dem Gesetz über den Neuaufbau des Reichs vom 30. Januar 1934 die Souveränität der deutschen Länder aufgehoben worden war, fiel nach der Verordnung über die deutsche Staatsangehörigkeit die Staatsangehörigkeit in den deutschen Ländern fort. Es gab nur noch eine deutsche Staatsangehörigkeit (Reichsangehörigkeit).
Das Reichsbürgergesetz vom 15. September 1935 bestimmte, dass die Staatsangehörigkeit nach den Vorschriften des Reichs- und Staatsangehörigkeitsgesetzes erworben wird. Reichsbürger waren nur die Staatsangehörigen „deutschen oder artverwandten Blutes, die durch ihr Verhalten beweisen, dass sie gewillt und geeignet sind, in Treue dem Deutschen Volk und Reich zu dienen.“ Das Reichsbürgerrecht sollte durch Verleihung des Reichsbürgerbriefes erworben werden. Diese wurden jedoch nie ausgestellt. Der „Nachweis deutschblütiger Abstammung“ wurde nach der Verordnung vom 1. August 1940 durch den sog. Ariernachweis erbracht. Beide Bestimmungen wurden durch das Kontrollratsgesetz Nr. 1 im September 1945 aufgehoben.
Vertriebene und Sowjetzonenflüchtlinge erhielten zum Nachweis ihrer Vertriebenen- oder Flüchtlingseigenschaft besondere Ausweise gem. § 15 des Bundesvertriebenengesetzes (BVFG). Die Ausstellung setzte ein Statusfeststellungsverfahren zum Nachweis der deutschen Staats- oder Volkszugehörigkeit voraus. Der Ausweis hatte aber rein deklaratorische Wirkung, war nicht konstitutiv und daher auf das Bestehen eines Status ohne Einfluss.
Auch Spätaussiedler, die auf die deutsche Staatsangehörigkeit verweisen konnten, nutzten die Möglichkeit, einen Staatsangehörigkeitsausweis zu beantragen.

## Rechtsgrundlage
Das Bestehen oder Nichtbestehen der deutschen Staatsangehörigkeit wird gem. § 30 Abs. 1 StAG bei Glaubhaftmachung eines berechtigten Interesses auf Antrag von der Staatsangehörigkeitsbehörde festgestellt. Die Feststellung ist in allen Angelegenheiten verbindlich, für die das Bestehen oder Nichtbestehen der deutschen Staatsangehörigkeit rechtserheblich ist.
Mit § 30 StAG in der seit 28. August 2007 geltenden Fassung wurde die behördliche Entscheidung in einem Verfahren zur Feststellung der deutschen Staatsangehörigkeit als rechtsgestaltender Verwaltungsakt ausgestaltet. Bis dahin hatte ein von einer deutschen Staatsangehörigkeitsbehörde auf Antrag ausgestellter Staatsangehörigkeitsausweis nur den Charakter einer widerlegbaren Vermutung, so dass die deutsche Staatsangehörigkeit nur durch verwaltungsgerichtliche Entscheidung verbindlich für alle Behörden festgestellt werden konnte. Erst die Neufassung hat eine bis dahin erforderliche gerichtliche, der Rechtskraft fähige Statusfeststellung entbehrlich gemacht.

## Sachbescheidungsinteresse

### Bestehen der deutschen Staatsangehörigkeit
Für die Feststellung der Staatsangehörigkeit bedarf es des Nachweises, dass der Betroffene mit hinreichender Wahrscheinlichkeit die deutsche Staatsangehörigkeit erworben und nicht wieder verloren hat.
Das Bestehen der deutschen Staatsangehörigkeit wird in der Regel mit einem gültigen Pass oder Personalausweis der Bundesrepublik Deutschland hinreichend glaubhaft gemacht. Ein Staatsangehörigkeitsausweis wird daher grundsätzlich nur dann benötigt, wenn die deutsche Staatsangehörigkeit zweifelhaft und klärungsbedürftig ist oder ein urkundlicher Nachweis über deren Bestehen von einer deutschen oder ausländischen öffentlichen Stelle verlangt wird. Infolgedessen fehlt Anträgen auf Feststellung der deutschen Staatsangehörigkeit, deren Bestehen sonst offensichtlich von niemandem angezweifelt wird, ein schutzwürdiges Sachbescheidungsinteresse.
Ein schutzwürdiges Interesse (Sachbescheidungsinteresse) an der Ausstellung eines Staatsangehörigkeitsausweises besteht nur dann, wenn der Antragsteller sie etwa zur Verwirklichung oder Wahrung eines Rechts benötigt und die Verwendung nicht für unnütze, unlautere Zwecke oder sonst missbräuchlich in Anspruch nimmt. Positive Beispiele sind etwa das erstmalige Beantragen eines deutschen Reisepasses (§ 6 Abs. 2 PassG), die Prüfung der deutschen Staatsangehörigkeit bei Eintragungen nach dem Personenstandsgesetz in Verbindung mit § 8 Abs. 1 Satz 2 PStV oder die Wahlberechtigung zum Deutschen Bundestag (§ 12 Bundeswahlgesetz), aber auch die Geltendmachung diplomatischen Schutzes, Anträge auf Rente oder Sozialhilfe im Ausland oder die Einstellung in den diplomatischen Dienst.
Das Sachbescheidungsinteresse entspricht dem Rechtsschutzinteresse im Verwaltungsprozessrecht. Der Antragsteller muss ein rechtliches oder wirtschaftliches Interesse an der Entscheidung der Behörde haben. Andernfalls ist die Entscheidung unzulässig. Das Bundesverwaltungsgericht geht davon aus, dass „jede Verwaltungstätigkeit ein – wie auch immer geartetes – öffentliches oder privates Bedürfnis zu befriedigen hat und deshalb dann zumindest unterbleiben darf und in der Regel wohl auch unterbleiben muss, wenn sie ohne jeden erkennbaren Sinn ist.“
In Brandenburg wurde durch die Allgemeine Weisung in Staatsangehörigkeitsangelegenheiten Nummer 2014.24, Mutwillige Antragstellungen bei Staatsangehörigkeitsbehörden (AW-StAG 2014.24)23 näher beschrieben, wann seitens der Behörden anzunehmen sei, dass kein schutzwürdiges Sachbescheidungsinteresse vorliegt. Das ist vor allem der Fall, wenn „nichts dafür ersichtlich ist, dass eine ungehinderte Ausübung staatsbürgerlicher Rechte, wie beispielsweise eine Teilnahme an Wahlen und Abstimmungen, auch nur fraglich sein oder die unzweifelhaft auf Grund Abstammung von einer oder einem Deutschen durch Geburt erworbene deutsche Staatsangehörigkeit verloren gegangen sein könnte.“ Unbeachtlich ist auch ein bloßes Besitzinteresse an einem Staatsangehörigkeitsausweis.

### Nichtbestehen der deutschen Staatsangehörigkeit
Für Personen, die in Deutschland geboren wurden, von deutschen Vorfahren abstammen oder sehr lange in Deutschland wohnhaft waren, kann es erforderlich sein, gegenüber deutschen oder ausländischen Behörden nachzuweisen, dass sie die deutsche Staatsangehörigkeit nicht besitzen. Bestimmte Rechte können im In- oder Ausland von Deutschen nicht ausgeübt werden, z. B. die Bewerbung Deutschstämmiger um ein politisches Amt in Australien. Über das Nichtbestehen der deutschen Staatsangehörigkeit stellt die Staatsangehörigkeitsbehörde auf Antrag eine sog. Negativbescheinigung aus (§ 30 Abs. 3 Satz 2 StAG). Die Negativbescheinigung, die das Bundesverwaltungsamt ausstellt, ist keine Urkunde, sondern eine formlose Bescheinigung. Ein Muster ist dafür in der StAUrkVwV nicht vorgesehen.

## Verfahren

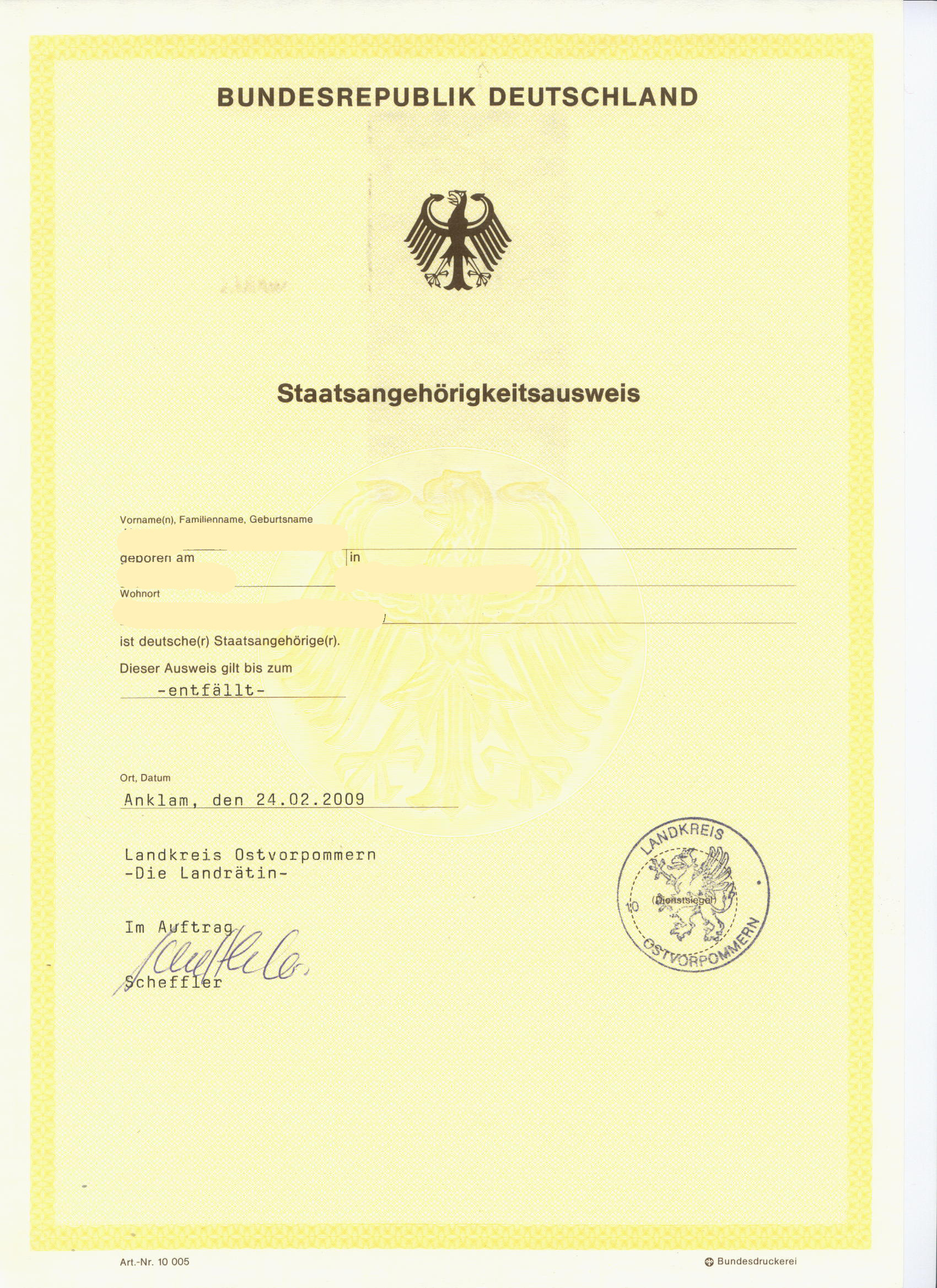
Staatsangehörigkeitsausweis der Bundesrepublik Deutschland

Das Bestehen der deutschen Staatsangehörigkeit setzt voraus, dass sie erworben wurde und nicht wieder verloren, das Nichtbestehen, dass sie niemals erworben oder zwar erworben wurde, aber wieder verloren gegangen ist. Die Erwerbs- und Verlusttatbestände sind im Staatsangehörigkeitsgesetz geregelt (§ 3 ff., § 17 ff. StAG in Verbindung mit der Allgemeinen Verwaltungsvorschrift StAR-VwV). Die Feststellung erfolgt auf Antrag oder bei Vorliegen eines öffentlichen Interesses von Amts wegen (§ 30 Abs. 1 Satz 1, Satz 3 StAG).
Insbesondere der Fortbestand oder Verlust der deutschen Staatsangehörigkeit wird nach § 29 Abs. 6 Satz 1 StAG bei optionspflichtigen Personen, welche die deutsche und eine ausländische Staatsangehörigkeit besitzen, aus Gründen der Rechtssicherheit von Amts wegen festgestellt. Von der Ermächtigung in § 29 Abs. 6 Satz 2 StAG, durch Rechtsverordnung das Verfahren zur Feststellung des Fortbestands oder Verlusts der deutschen Staatsangehörigkeit zu regeln, hat das Bundesministerium des Innern keinen Gebrauch gemacht.
Für Antragsteller, die ihren gewöhnlichen Aufenthalt im Ausland haben, ist das Bundesverwaltungsamt (BVA) die zuständige Staatsangehörigkeitsbehörde. Bei Antragstellern, die in Deutschland leben, ist die Staatsangehörigkeitsbehörde, in deren Bezirk der Antragsteller seinen dauernden Aufenthalt hat, örtlich zuständig.
Für die Feststellung des Bestehens der deutschen Staatsangehörigkeit ist es erforderlich, aber auch ausreichend, wenn durch Urkunden, Auszüge aus den Melderegistern oder andere schriftliche Beweismittel, etwa Wehrpässe oder Ernennungsurkunden als Beamter, mit hinreichender Wahrscheinlichkeit nachgewiesen ist, dass die deutsche Staatsangehörigkeit erworben worden und danach nicht wieder verloren gegangen ist (§ 30 Abs. 2 Satz 1 StAG). Das BVA stellt bei begründetem Interesse und auf Antrag im Zusammenhang mit einem Staatsangehörigkeitsfeststellungsverfahren auch eine Bescheinigung über die Rechtsgrundlage des Erwerbs der deutschen Staatsangehörigkeit aus. Der häufigste Erwerbsgrund für die deutsche Staatsangehörigkeit ist die Abstammung von deutschen Vorfahren.
Die Behörde muss vom Bestehen oder Nichtbestehen der deutschen Staatsangehörigkeit lediglich überzeugt sein. Eine Vermutung der Behörde über den Erwerb oder Verlust der deutschen Staatsangehörigkeit genügt hingegen nicht.
§ 31, § 32 StAG enthalten Vorschriften über die Verarbeitung personenbezogener Daten durch Staatsangehörigkeitsbehörden und Auslandsvertretungen und die Datenübermittlung durch andere öffentliche Stellen.
Die Bearbeitungsgebühr für einen Staatsangehörigkeitsausweis beträgt 51 Euro (§ 38 Abs. 2 Nr. 4 StAG).

## Geltungsdauer
Bis zur Änderung des Staatsangehörigkeitsgesetzes zum 28. August 2007 wurden Staatsangehörigkeitsausweise auf zehn Jahre befristet ausgestellt. Seither ist der Staatsangehörigkeitsausweis unbefristet. Dies bedeutet jedoch nicht, dass die deutsche Staatsangehörigkeit nach Ausstellung des Ausweises nicht mehr abgelegt werden kann. Für diese gelten dieselben Gründe für einen Verlust der deutschen Staatsangehörigkeit (nach § 17 StAG), wie sie für in Deutschland geborene Staatsangehörige gelten: Sie sind beispielsweise Entlassung (§ 18 StAG), Erwerb einer ausländischen Staatsangehörigkeit (§ 25 StAG), Verzicht (§ 26 StAG) oder Eintritt in die Streitkräfte oder einen vergleichbaren bewaffneten Verband eines ausländischen Staates (§ 28 StAG). Näheres regelt die StAR-VwV.

## Staatsangehörigkeitsregister – Register EStA
Seit 2007 wird vom Bundesverwaltungsamt mit den Daten der bereits ausgestellten Staatsangehörigkeitsnachweise ein bundeseinheitliches Staatsangehörigkeitsregister, bezeichnet als Register für „Entscheidungen in Staatsangehörigkeitsangelegenheiten“ (EStA), neu aufgebaut. Grundlage ist § 33 des Staatsangehörigkeitsgesetzes in der mit Wirkung vom 1. November 2016 geltenden Fassung.

## Staatsangehörigkeitsausweise anderer Länder
In Österreich heißt das entsprechende Dokument Staatsbürgerschaftsnachweis, in der Schweiz Bürgerrechtsnachweis.
In englischsprachigen Ländern werden entsprechende Dokumente meist Certificate of Citizenship oder ähnlich genannt.
In Polen kann die Staatsangehörigkeit im Zweifelsfalle oder falls man sich auf die Staatsangehörigkeit durch entferntere Abstammung beruft durch den Wojewoden (Bezirkspräsidenten) in Form eines Verwaltungsbescheides (Decyzja) bestätigt werden.